# Рутенийтриалюминий
Рутенийтриалюминий — бинарное неорганическое соединение
рутения и алюминия
с формулой Al3Ru,
кристаллы.

## Получение
- Сплавление стехиометрических количеств чистых веществ:

{\displaystyle {\mathsf {3Al+Ru\ {\xrightarrow {1400^{o}C}}\ Al_{3}Ru}}}

## Физические свойства
Рутенийтриалюминий образует кристаллы
гексагональной сингонии, пространственная группа P 63/mmc, параметры ячейки a = 0,481 нм, c = 0,784 нм, Z = 3,
структура типа титантриникеля Ni3Ti
.
Соединение образуется по перитектической реакции при температуре ≈1400°C.